# Crassimarginatella lunata
Crassimarginatella lunata is een mosdiertjessoort uit de familie van de Calloporidae. De wetenschappelijke naam van de soort is voor het eerst geldig gepubliceerd in 1982 door Liu.